# Vítor Silva
Vítor Marcolino da Silva (20 de fevereiro de 1909 – 21 de julho de 1982) foi um jogador de futebol do Sport Lisboa e Benfica e da Seleção Portuguesa.
Listado pelo Benfica como um de seus melhores atacantes da história, Silva representou o clube em 131 partidas oficiais, marcando 108 gols.

## Carreira

### Em clubes
Nascido em Lisboa, Silva representou o Club Internacional de Foot-Ball ainda na adolescência, mas quando o clube deixou de competir ele migrou para o Hóquei CP, e mais tarde para o Carcavelinhos. Em 1927, o Benfica fez a sua primeira transferência paga, quando contratou Silva. Ele fez sua estreia em 8 de abril de 1928 em uma derrota contra o Sporting Clube de Portugal.
Inicialmente escalado como atacante lateral, foi rapidamente transferido para o centro, onde suas habilidades de gol o tornaram famoso, usando o cabeceio como marca registrada. Nas temporadas seguintes, ele ganhou três Campeonato de Portugal, a primeira conquista do time na Primeira Liga e assumiu a braçadeira de capitão de 1931 a 1934. Aposentou-se com apenas 27 anos, devido a uma tromboflebite, com um jogo em sua homenagem a 13 de setembro de 1937, frente ao Sporting.
Silva regressou ao seu emprego regular de treinador, também colaborando com a secção de futebol do Benfica durante muitos anos.

### Seleção Portuguesa de Futebol
Silva fez dezenove partidas por Portugal, marcando oito gols. Sua primeira partida foi com apenas dezoito anos, em 8 de janeiro de 1928, em um empate 2–2 com a Espanha em Lisboa. O ponto alto da sua carreira internacional foi a presença no
Torneio Olímpico de Futebol de 1928, onde disputou os três jogos, marcando três gols, um em cada um deles e sendo o melhor marcador de Portugal, eliminado nas quartas-de-final pelo Egito, devido a uma derrota de 2-1. Ele representou a seleção nacional pela última vez em uma derrota por 3-1 para a Alemanha em Lisboa em 27 de fevereiro de 1936, em um jogo amigável.

## Títulos
Benfica
- Primeira Liga: 1935–36
- Campeonato de Portugal: 1929–30, 1930–31, 1934–35
- Campeonato de Lisboa: 1932–33